# 北雪酒造
株式会社北雪酒造（ほくせつしゅぞう）は、新潟県佐渡市赤泊地区にある日本の酒造会社。日本酒・焼酎・梅酒などのリキュールを製造・販売する。
松久信幸が経営し世界に約30店舗を展開するレストラン「NOBU」と日本酒納入の独占契約を結んでいる（#NOBUとの提携で詳述）。

## 概要
佐渡市原産の米や水、梅などを用いた商品を製造する。売上高のうち約3割は佐渡島内、約7割は島外である。離島である佐渡島に本社を置くことから製品の移送時間やコストといったネックを抱えており、地元佐渡原産の原材料にこだわる理由のひとつともなっている。

## 歴史
1872年（明治5年）に創業された個人商店の流れをくむ。1948年（昭和23年）12月に直接の前身である有限会社羽豆酒造場が設立され、1993年（平成5年）に現在の株式会社北雪酒造に社名変更された。2015年現在の社長は羽豆史郎。

## 製品
日本酒、焼酎のほかにも梅酒などのリキュールや酒類関連商品を手掛ける。2013年（平成25年）9月には、日本酒「獺祭」で知られる山口県の旭酒造が導入したものと同様の遠心分離器を約3,000万円で導入し、以降この技術を利用して製造した「遠心分離酒」も販売している。

### 日本酒
日本酒は自社ブランドのイメージの明確化を企図し、2005年の現社長就任以降に大吟醸・純米大吟醸・純米酒・本醸造・普通酒の5種類に整理された。
- 北雪 大吟醸YK35（大吟醸酒）
  - さらりとした味わいが北国の雪を連想させることから命名された[6]。下記の複数の受賞歴を持つ。
    - 最高金賞（ワイングラスでおいしい日本酒アワード2014 大吟醸部門）
    - 金賞（全米日本酒鑑評会2013 大吟醸A部門）
    - トロフィー受賞（インターナショナル・サケ・チャレンジ2013）

- 純米大吟醸 越淡麗（純米大吟醸酒）
  - 下記の複数の受賞歴を持つ。
    - 最高金賞（ワイングラスでおいしい日本酒アワード2012）
    - 金賞（ワイングラスでおいしい日本酒アワード2014）
    - 新潟トロフィー受賞（インターナショナル・ワイン・チャレンジ2012）

- 北雪 金星（「創業の酒」、普通酒）
  - スローフードジャパン・酒文化研究所主催の「燗酒コンテスト2012」（ お値打ち燗酒 熱燗部門）で金賞を受賞した経歴を持つ。

- 北雪 大吟醸 NOBU（大吟醸酒）・純米大吟醸 NOBU（純米大吟醸酒）
  - レストラン「NOBU」とのコラボレーション商品（#NOBUとの提携にて詳述）。

- 朱鷺の國
  - 新潟酒販の委託を受け製造され、2010年（平成22年）7月14日に発売された。トキの野生復帰支援を目的に、売上1本につき30円が新潟県のトキ保護募金に寄付された[7]。

- 北雪 特別本醸造酒
  - 下記の複数の受賞歴を持つ。
    - 金賞（ワイングラスでおいしい日本酒アワード2014）
    - 金賞（スローフードジャパン・酒文化研究所主催「燗酒コンテスト2012」 お値打ち燗酒 ぬる燗部門）

- 俺の酒
  - 米の品種や、酒の種別（大吟醸、純米大吟醸など）、アルコール分、ラベルなどを注文側が指定できるオーダーメイドの銘柄[8]。地元農家との互恵を理念に提携し、佐渡市が認定する「朱鷺と暮らす郷づくり認証米」を原材料に使用している[9][10]。

### 焼酎
- 北雪 単式蒸留米焼酎「金雪きらら」（米焼酎）
- 北雪 単式蒸留焼酎「つんぶり」（酒とり焼酎）

### リキュール
- 北雪 梅酒
  - 佐渡島産の青梅を使用。JR東日本が「酒」をコンセプトに運行する観光列車「越乃Shu*Kura」の車内で提供される利き酒のひとつにもなっている[11]。
- 北雪 長谷寺「牡丹」リキュール

## NOBUとの提携
シェフの松久信幸がアメリカ人俳優のロバート・デ・ニーロなどと提携し、世界に約30店舗を展開する日本食レストラン「NOBU」に対し日本酒の独占納入を行っている。松久の親友であるロックミュージシャンの矢沢永吉がファンから北雪酒造の製品を贈られ、これを松久にも勧めたところ松久が商品を気に入ったことから関係が始まった。現社長の羽豆史郎は松久から「お前のとこの酒が気に入ったから他では売らないで欲しい」「約束してくれるなら、他の銘柄の日本酒は全部止める」という意向を受け、2002年ごろからNOBUで使用される日本酒を独占して納入している。また、レストランとのコラボレーション商品として「大吟醸 NOBU」「純米大吟醸 NOBU」を販売している。

## ラジオ番組
新潟県民エフエム放送 (FM PORT) では「北雪酒造presents」として、北雪酒造現社長の羽豆史郎がナビゲーターとともにゲストを迎え北雪酒造の酒を飲みながらトークを交わす番組「ヒトつなぐ、ココロつなぐ“はずのみ”」が2020年6月の閉局まで放送されていた（毎週金曜日16:00 〜 16:15）。FM PORT閉局後の7月1日には、北雪酒造のツイッターにて番組ナビゲーターだった立石勇生の北雪酒造への入社が発表された。